# 全豪オープン男子シングルス優勝者一覧
全豪オープン男子シングルス優勝者一覧（ぜんごうオープンだんしシングルスゆうしょうしゃいちらん）は、全豪オープン (Australian Open, AO) 男子シングルスにおける優勝者の一覧である。
ノバク・ジョコビッチの10回優勝が史上最多である。
| 年          | 優勝者                            | 準優勝者                         | 試合結果 （スコア）          | 備考 |
| ----------- | --------------------------------- | -------------------------------- | ---------------------------- | --- |
| 1905年      | ロドニー・ヒース（1）             | アーサー・カーティス             | 4-6, 6-3, 6-4, 6-4           | |
| 1906年      | アンソニー・ワイルディング（1）   | フランシス・フィッシャー         | 6-0, 6-4, 6-4                | |
| 1907年      | ホーレス・ライス（1）             | ハリー・パーカー                 | 6-3, 6-4, 6-4                | |
| 1908年      | フレッド・アレクサンダー（1）     | アルフレッド・ダンロップ         | 3-6, 3-6, 6-0, 6-2, 6-3      | |
| 1909年      | アンソニー・ワイルディング（2）   | アーニー・パーカー               | 6-1, 7-5, 6-2                | |
| 1910年      | ロドニー・ヒース（2）             | ホーレス・ライス                 | 6-4, 6-3, 6-2                | |
| 1911年      | ノーマン・ブルックス（1）         | ホーレス・ライス                 | 6-1, 6-2, 6-3                | |
| 1912年      | ジェームズ・パーク（1）           | アルフレッド・ビーミッシュ       | 3-6, 6-3, 1-6, 6-1, 7-5      | |
| 1913年      | アーニー・パーカー（1）           | ハリー・パーカー                 | 2-6, 6-1, 6-3, 6-2           | |
| 1914年      | アーサー・オハラウッド（1）       | ジェラルド・パターソン           | 6-4, 6-3, 5-7, 6-1           | |
| 1915年      | ゴードン・ロウ（1）               | ホーレス・ライス                 | 4-6, 6-1, 6-1, 6-4           | |
| 1916年-18年 | 大会開催なし                      | 大会開催なし                     | 大会開催なし                 | 大会開催なし |
| 1919年      | アルガーノン・キングスコート（1） | エリック・ポックリー             | 6-4, 6-0, 6-3                | |
| 1920年      | パット・オハラウッド（1）         | ロナルド・トーマス               | 6-3, 4-6, 6-8, 6-1, 6-3      | |
| 1921年      | リス・ゲメル（1）                 | アルフ・ヘデマン                 | 7-5, 6-1, 6-4                | |
| 1922年      | ジェームズ・アンダーソン（1）     | ジェラルド・パターソン           | 6-0, 3-6, 3-6, 6-3, 6-2      | |
| 1923年      | パット・オハラウッド（2）         | バート・セント・ジョン           | 6-1, 6-1, 6-3                | |
| 1924年      | ジェームズ・アンダーソン（2）     | リチャード・シュレジンガー       | 6-3, 6-4, 3-6, 5-7, 6-3      | |
| 1925年      | ジェームズ・アンダーソン（3）     | ジェラルド・パターソン           | 11-9, 2-6, 6-2, 6-3          | |
| 1926年      | ジョン・ホークス（1）             | ジム・ウィラード                 | 6-1, 6-3, 6-1                | |
| 1927年      | ジェラルド・パターソン（1）       | ジョン・ホークス                 | 3-6, 6-4, 3-6, 18-16, 6-3    | |
| 1928年      | ジャン・ボロトラ（1）             | ジャック・カミングス             | 6-4, 6-1, 4-6, 5-7, 6-3      | |
| 1929年      | コリン・グレゴリー（1）           | リチャード・シュレジンガー       | 6-2, 6-2, 5-7, 7-5           | |
| 1930年      | エドガー・ムーン（1）             | ハリー・ホップマン               | 6-3, 6-1, 6-3                | |
| 1931年      | ジャック・クロフォード（1）       | ハリー・ホップマン               | 6-4, 6-2, 2-6, 6-1           | |
| 1932年      | ジャック・クロフォード（2）       | ハリー・ホップマン               | 4-6, 6-3, 3-6, 6-3, 6-1      | |
| 1933年      | ジャック・クロフォード（3）       | キース・グレッドヒル             | 2-6, 7-5, 6-3, 6-2           | |
| 1934年      | フレッド・ペリー（1）             | ジャック・クロフォード           | 6-3, 7-5, 6-1                | |
| 1935年      | ジャック・クロフォード（4）       | フレッド・ペリー                 | 2-6, 6-4, 6-4, 6-4           | |
| 1936年      | エイドリアン・クイスト（1）       | ジャック・クロフォード           | 6-2, 6-3, 4-6, 3-6, 9-7      | |
| 1937年      | ビビアン・マグラス（1）           | ジョン・ブロムウィッチ           | 6-3, 1-6, 6-0, 2-6, 6-1      | |
| 1938年      | ドン・バッジ（1）                 | ジョン・ブロムウィッチ           | 6-4, 6-2, 6-1                | ドン・バッジの年間グランドスラム                                                                                                  |
| 1939年      | ジョン・ブロムウィッチ（1）       | エイドリアン・クイスト           | 6-4, 6-1, 6-3                | |
| 1940年      | エイドリアン・クイスト（2）       | ジャック・クロフォード           | 6-3, 6-1, 6-2                | |
| 1941年-45年 | 大会開催なし                      | 大会開催なし                     | 大会開催なし                 | 大会開催なし |
| 1946年      | ジョン・ブロムウィッチ（2）       | ディニー・ペイルズ               | 5-7, 6-3, 7-5, 3-6, 6-2      | |
| 1947年      | ディニー・ペイルズ（1）           | ジョン・ブロムウィッチ           | 4-6, 6-4, 3-6, 7-5, 8-6      | |
| 1948年      | エイドリアン・クイスト（3）       | ジョン・ブロムウィッチ           | 6-4, 3-6, 6-3, 2-6, 6-3      | |
| 1949年      | フランク・セッジマン（1）         | ジョン・ブロムウィッチ           | 6-3, 6-2, 6-2                | |
| 1950年      | フランク・セッジマン（2）         | ケン・マグレガー                 | 6-3, 6-4, 4-6, 6-1           | |
| 1951年      | ディック・サビット（1）           | ケン・マグレガー                 | 6-3, 2-6, 6-3, 6-1           | |
| 1952年      | ケン・マグレガー（1）             | フランク・セッジマン             | 7-5, 12-10, 2-6, 6-2         | |
| 1953年      | ケン・ローズウォール（1）         | メルビン・ローズ                 | 6-0, 6-3, 6-4                | ローズウォールの最年少優勝記録、18歳2ヶ月                                                                                         |
| 1954年      | メルビン・ローズ（1）             | レックス・ハートウィグ           | 6-2, 0-6, 6-4, 6-2           | |
| 1955年      | ケン・ローズウォール（2）         | ルー・ホード                     | 9-7, 6-4, 6-4                | |
| 1956年      | ルー・ホード（1）                 | ケン・ローズウォール             | 6-4, 3-6, 6-4, 7-5           | |
| 1957年      | アシュレー・クーパー（1）         | ニール・フレーザー               | 6-3, 9-11, 6-4, 6-2          | |
| 1958年      | アシュレー・クーパー（2）         | マルコム・アンダーソン           | 7-5, 6-3, 6-4                | |
| 1959年      | アレックス・オルメド（1）         | ニール・フレーザー               | 6-1, 6-2, 3-6, 6-3           | |
| 1960年      | ロッド・レーバー（1）             | ニール・フレーザー               | 5-7, 3-6, 6-3, 8-6, 8-6      | |
| 1961年      | ロイ・エマーソン（1）             | ロッド・レーバー                 | 1-6, 6-3, 7-5, 6-4           | |
| 1962年      | ロッド・レーバー（2）             | ロイ・エマーソン                 | 8-6, 0-6, 6-4, 6-4           | レーバーの1回目の年間グランドスラム                                                                                               |
| 1963年      | ロイ・エマーソン（2）             | ケン・フレッチャー               | 6-3, 6-3, 6-1                | |
| 1964年      | ロイ・エマーソン（3）             | フレッド・ストール               | 6-3, 6-4, 6-2                | |
| 1965年      | ロイ・エマーソン（4）             | フレッド・ストール               | 7-9, 2-6, 6-4, 7-5, 6-1      | |
| 1966年      | ロイ・エマーソン（5）             | アーサー・アッシュ               | 6-4, 6-8, 6-2, 6-3           | |
| 1967年      | ロイ・エマーソン（6）             | アーサー・アッシュ               | 6-4, 6-1, 6-4                | 5連覇、6回目の優勝（共に歴代1位）                                                                                                 |
| 1968年      | ビル・ボウリー（1）               | フアン・ヒスベルト               | 7-5, 2-6, 9-7, 6-4           | |
| 1969年      | ロッド・レーバー（3）             | アンドレス・ヒメノ               | 6-3, 6-4, 7-5                | 「オープン化」制度で行われた最初の大会 レーバーの2回目の年間グランドスラム                                                        |
| 1970年      | アーサー・アッシュ（1）           | ディック・クリーリー             | 6-4, 9-7, 6-2                | |
| 1971年      | ケン・ローズウォール（3）         | アーサー・アッシュ               | 6-1, 7-5, 6-3                | |
| 1972年      | ケン・ローズウォール（4）         | マルコム・アンダーソン           | 7-6, 6-3, 7-5                | |
| 1973年      | ジョン・ニューカム（1）           | オニー・パルン                   | 6-3, 6-7, 7-5, 6-1           | |
| 1974年      | ジミー・コナーズ（1）             | フィル・デント                   | 7-6, 6-4, 4-6, 6-3           | |
| 1975年      | ジョン・ニューカム（2）           | ジミー・コナーズ                 | 7-5, 3-6, 6-4, 7-5           | |
| 1976年      | マーク・エドモンドソン（1）       | ジョン・ニューカム               | 6-7, 6-3, 7-6, 6-1           | |
| 1977年      | ロスコー・タナー（1）             | ギリェルモ・ビラス               | 6-3, 6-3, 6-3                | 1月開催、本年度1回目 |
| 1977年      | ビタス・ゲルレイティス（1）       | ジョン・ロイド                   | 6-3, 7-6, 5-7, 3-6, 6-2      | 12月開催、本年度2回目 |
| 1978年      | ギリェルモ・ビラス（1）           | ジョン・マークス                 | 6-4, 6-4, 3-6, 6-3           | |
| 1979年      | ギリェルモ・ビラス（2）           | ジョン・サドリ                   | 7-6, 6-3, 6-2                | |
| 1980年      | ブライアン・ティーチャー（1）     | キム・ウォーウィック             | 7-5, 7-6, 6-3                | |
| 1981年      | ヨハン・クリーク（1）             | スティーブ・デントン             | 6-2, 7-6, 6-7, 6-4           | |
| 1982年      | ヨハン・クリーク（2）             | スティーブ・デントン             | 6-3, 6-3, 6-2                | |
| 1983年      | マッツ・ビランデル（1）           | イワン・レンドル                 | 6-1, 6-4, 6-4                | |
| 1984年      | マッツ・ビランデル（2）           | ケビン・カレン                   | 6-7, 6-4, 7-6, 6-2           | |
| 1985年      | ステファン・エドベリ（1）         | マッツ・ビランデル               | 6-4, 6-3, 6-3                | この年まで12月開催 |
| 1986年      | 大会開催なし                      | 大会開催なし                     | 大会開催なし                 | 大会開催なし |
| 1987年      | ステファン・エドベリ（2）         | パット・キャッシュ               | 6-3, 6-4, 3-6, 5-7, 6-3      | 1月開催、クーヨン・テニスクラブにて                                                                                               |
| 1988年      | マッツ・ビランデル（3）           | パット・キャッシュ               | 6-3, 6-7, 3-6, 6-1, 8-6      | メルボルン・パークへ会場移転 |
| 1989年      | イワン・レンドル（1）             | ミロスラフ・メチージュ           | 6-2, 6-2, 6-2                | |
| 1990年      | イワン・レンドル（2）             | ステファン・エドベリ             | 4-6, 7-6, 5-2（棄権）        | |
| 1991年      | ボリス・ベッカー（1）             | イワン・レンドル                 | 1-6, 6-4, 6-4, 6-4           | |
| 1992年      | ジム・クーリエ（1）               | ステファン・エドベリ             | 6-3, 3-6, 6-4, 6-2           | |
| 1993年      | ジム・クーリエ（2）               | ステファン・エドベリ             | 6-2, 6-1, 2-6, 7-5           | |
| 1994年      | ピート・サンプラス（1）           | トッド・マーティン               | 7-6, 6-4, 6-4                | |
| 1995年      | アンドレ・アガシ（1）             | ピート・サンプラス               | 4-6, 6-1, 7-6, 6-4           | |
| 1996年      | ボリス・ベッカー（2）             | マイケル・チャン                 | 6-2, 6-4, 2-6, 6-2           | |
| 1997年      | ピート・サンプラス（2）           | カルロス・モヤ                   | 6-2, 6-3, 6-3                | |
| 1998年      | ペトル・コルダ（1）               | マルセロ・リオス                 | 6-2, 6-2, 6-2                | |
| 1999年      | エフゲニー・カフェルニコフ（1）   | トーマス・エンクビスト           | 4-6, 6-0, 6-3, 7-6           | |
| 2000年      | アンドレ・アガシ（2）             | エフゲニー・カフェルニコフ       | 3-6, 6-3, 6-2, 6-4           | 「ロッド・レーバー・アリーナ」開場                                                                                                |
| 2001年      | アンドレ・アガシ（3）             | アルノー・クレマン               | 6-4, 6-2, 6-2                | |
| 2002年      | トーマス・ヨハンソン（1）         | マラト・サフィン                 | 3-6, 6-4, 6-4, 7-6           | |
| 2003年      | アンドレ・アガシ（4）             | ライナー・シュットラー           | 6-2, 6-2, 6-1                | オープン化後最多4回目の優勝（歴代4位タイ 現OP後3位）                                                                              |
| 2004年      | ロジャー・フェデラー（1）         | マラト・サフィン                 | 7-6, 6-4, 6-2                | |
| 2005年      | マラト・サフィン（1）             | レイトン・ヒューイット           | 1-6, 6-3, 6-4, 6-4           | |
| 2006年      | ロジャー・フェデラー（2）         | マルコス・バグダティス           | 5-7, 7-5, 6-0, 6-2           | |
| 2007年      | ロジャー・フェデラー（3）         | フェルナンド・ゴンサレス         | 7-6, 6-4, 6-4                | |
| 2008年      | ノバク・ジョコビッチ（1）         | ジョー＝ウィルフリード・ツォンガ | 4-6, 6-4, 6-3, 7-6           | |
| 2009年      | ラファエル・ナダル（1）           | ロジャー・フェデラー             | 7-5, 3-6, 7-6, 3-6, 6-2      | |
| 2010年      | ロジャー・フェデラー（4）         | アンディ・マリー                 | 6-3, 6-4, 7-6                | オープン化後最多タイ4回目の優勝（歴代2位タイ）                                                                                    |
| 2011年      | ノバク・ジョコビッチ（2）         | アンディ・マリー                 | 6-4, 6-2, 6-3                | |
| 2012年      | ノバク・ジョコビッチ（3）         | ラファエル・ナダル               | 5-7, 6-4, 6-2, 6-7, 7-5      | |
| 2013年      | ノバク・ジョコビッチ（4）         | アンディ・マリー                 | 6-7, 7-6, 6-3, 6-2           | 3連覇（オープン化後最多） |
| 2014年      | スタニスラス・ワウリンカ（1）     | ラファエル・ナダル               | 6-3, 6-2, 3-6, 6-3           | |
| 2015年      | ノバク・ジョコビッチ（5）         | アンディ・マリー                 | 7-6, 6-7, 6-3, 6-0           | オープン化後最多5回目の優勝 |
| 2016年      | ノバク・ジョコビッチ（6）         | アンディ・マリー                 | 6-1, 7-5, 7-6                | 史上最多タイ6回目の優勝 |
| 2017年      | ロジャー・フェデラー（5）         | ラファエル・ナダル               | 6-4, 3-6, 6-1, 3-6, 6-3      | 7年ぶり5度目の優勝 |
| 2018年      | ロジャー・フェデラー（6）         | マリン・チリッチ                 | 6-2, 6-7, 6-3, 3-6, 6-1      | 史上最多タイ6度目の優勝 |
| 2019年      | ノバク・ジョコビッチ（7）         | ラファエル・ナダル               | 6-3, 6-2, 6-3                | 史上最多7度目の優勝 |
| 2020年      | ノバク・ジョコビッチ（8）         | ドミニク・ティーム               | 6-4, 4-6, 2-6, 6-3, 6-4      | 史上最多8度目の優勝 |
| 2021年      | ノバク・ジョコビッチ（9）         | ダニール・メドベージェフ         | 7-5, 6-2, 6-2                | 3連覇（オープン化後最多タイ） 史上最多9度目の優勝                                                                                 |
| 2022年      | ラファエル・ナダル（2）           | ダニール・メドベージェフ         | 2-6, 6-7(5-7), 6-4, 6-4, 7-5 | 13年ぶり2度目の優勝でダブルキャリア・グランドスラムを達成                                                                         |
| 2023年      | ノバク・ジョコビッチ（10）        | ステファノス・チチパス           | 6-3, 7-6(7–4), 7-6(7–5)      | 史上最多10度目の優勝 |
| 2024年      | ヤニック・シナー                  | ダニール・メドベージェフ         | 3-6, 3-6, 6-4, 6-4, 6-3      | イタリア人選手としてオープン化後初の優勝及び、1976年全仏オープンのアドリアーノ・パナッタ以来48年ぶりの4大大会男子シングルス優勝。 |
| 2025年      | ヤニック・シナー（2）             | アレクサンダー・ズベレフ         | 6-3, 7-6(7–4), 6-3           | |